# Об'єднання на підтримку Республіки
Об'єднання на підтримку республіки (ОПР; фр. Rassemblement pour la République [ʁasɑ̃bləmɑ̃ puʁ la ʁepyblik]; RPR [ɛʁ pe ɛʁ])) — голлістська та консервативна політична партія Франції правого спрямування. На думку французького політолога Р. Реймона є спадкоємцем бонапартистської традиції.

## Утворення та головні ідеї
Засноване Жаком Шираком у 1976 р. ОПР було політичним наступником голлістських партій — Союзу на захист нової республіки (ЮНР, 1958—1968) та Союзу демократів на захист нової республіки (ЮДР, 1968—1976). Голлістів можна віднести до послідовників бонапартистської ідеологічної течії, головні принципи якої — тенденція до сильної виконавчої влади в особі однієї людини, перевага прямої демократії (проведення референдумів з найважливіших державних питань), апологія величі Франції. Голлістська політична платформа була заснована на ідеї незалежності Франції, національної єдності та відданість політичним інститутам П'ятої Республіки, а також концепції сильної держави, що активно втручається в економіку та соціальну сферу (дирижизм), і системі участі працівників та службовців у прибутках, підвищення продуктивності праці. Політична практика голлізму характеризувалась прямими зверненнями до народу, намаганням надати своїм діям загальнонаціональний ореол. Традиційними рисами голлістських партій були дисципліна та централізація управління.
З кінця 1970-х рр. ОПР почала відходити від своїх колишніх ідеологічних принципів. Деякі французькі політологи вважають, що голлізм помер ще у 1976 р. під час створення ОПР і що ця партія була потрібна Шираку лише для реалізації його президентських амбіцій. Вже в червні 1979 р. Ширак проголосив, що «голлістські ідеї не можуть бути єдиною опорою нашої діяльності» та «суть голлізма полягає в прагматизмі». На з'їзді ОПР у Тулузі в січні 1982 р. спостерігачі помітили відсутність портретів де Голля та Помпіду. Не було там і традиційного символу голлізму — емблеми Лотаринзького хреста.
На початку 1980-х рр. ОПР відійшло від голлістських концепцій «дирижизму» та «участі». Одним зі свідоцтв цього відходу стала книга Алена Жюппе «Подвійний розрив», що мала програмний характер. Вона вийшла у 1983 р. з передмовою Ширака. Жюппе запропонував «ліберальну концепція ринкової економіки, що саморегулюється». Її головними принципами мали бути свобода підприємницької діяльності та відмова патерналістської ролі держави. В той же час відбувся поворот у зовнішньополітичні йпрограмі ОПР в напрямку підтримки європейської та євроатлантичної інтеграції.

## Уряд Жака Ширака (1986—1988)
Вибори 16 березня 1986 р. до Національних зборів принесли перемогу блоку правих партій, що отримали 291 місце. Новий уряд було доручено сформувати Жаку Шираку.
Проведені Шираком у 1986—1988 рр. неоліберальні реформи (консервативна революція) викликали різке незадоволення виборців, що не бажали йти на матеріальні жертви, пов'язані з послабленням державного втручання в економічне та соціальне життя. Це змусило прем'єр-міністра вносити корективи до свого внутрішнього курсу. Тим не менш, в окремих випадках, наприклад під час реформи вищої школи, кабінет Ширака діяв жорсткими, авторитарними методами, не рахуючись з думкою громадськості. Результатом такої політики стала перемога на президентських виборах 1988 р. Ф. Міттерана, який не перешкоджав здійсненню програми правих, проте заявляв про свою незгоду з найбільш непопулярними їх заходами.

## ОПР на межі 1980-х— 1990-х рр
До кінця 1980-х рр. в ОПР не було відкритого протистояння політичних лідерів, не існувало фракцій та угрупувань. Під час проведення виборів загальноприйнятим правилом був один офіційний кандидат на кожну посаду. Ніхто й ніколи не конкурував з Шираком в боротьбі за місце голови ОПР, на яке він постійно переобирався майже одностайно. Деякі французькі політологи навіть називали ОПР партією «однієї людини». Але після поразки Ширака на президентських виборах 1988 р. єдність ОПР була поставлена під сумнів. Поява у партії угрупувань була зумовлена намаганням частини лідерів перейти з другого ешелону до потенційних кандидатів на посаду президента країни, для чого необхідно було звернути на себе увагу громадськості. Фактично в ОПР почалася боротьба за владу. Однак посада голови партії завжди діставалась висуванцю Ширака.
У 1990-х рр. керівництво ОПР взяло на озброєння ліві гасла боротьби з безробіттям та соціальною нерівністю. На початку цього десятиліття керівництву ОПР довелося витримати натиск з боку молодих політичних лідерів, таких як Ф. Сеген, М. Нуар, А. Каріньон тощо. Хоча Шираку та Жюппе вдалось притиснути їх, під впливом боротьби за лідерство партійне життя ОПР стало дещо більш відкритим та демократичним.
Всередині партії виникли розбіжності по низці соціально-економічних та політичних питань: між прихильниками європейської інтеграції та її опонентами, між прихильниками більш жорсткої та більш ліберальної лінії в боротьбі зі злочинністю та іміграційною політикою. У 1990 р. кількість членів ОПР, що відстоявала точку зору, яка відрізнялась від думки більшості, коливалась від 15 до 37 %. Наприклад, інтеграція європейських країн на умовах Маастріхтської угоди зустріла в партії чимало супротивників. Хоча ОПР в цілому не відмовлялось від необхідності об'єднання, деякі лідери та члени партії висловлювали занепокоєння, що французька ідентичність розчиниться у невизначеному європейському конгломераті та висловлювали незадоволення конкретними положеннями Маастріхтського договору. Ш. Паскуа реанімував голлістську ідею «Європи від Атлантики до Уралу», що було розцінено керівництвом партії як спроба відтягнути об'єднання 12 європейських країн. Угрупування Ш. Паскуа та Ф. Сегена зібрала 30 % голосів активістів партії, але лінія Ширака-Жюппе отримала підтримку більшості. У 1992 р. напередодні референдуму з Маастріхтської угоди керівництво партії було змушене надати своїм членам свободу голосування. Однак на середину 1990-х рр. курс на європейську інтеграцію став пануючим в ОПР.

## Діяльність партії в роки президентства Жака Ширака
Гасло ширака на президентських виборах 1995 р. «Франція для всіх» привернув до нього молодь та широкі верстви населення. Мова більше не йшла щодо таких заходів, як відміна «податку солідарності» на великі статки, яку намагався реалізувати Ширак під час свого перебування на посаді прем'єр-міністра. Тим не менш, у 1995 р. кабінет А. Жюппе намагався реформувати успадковану від соціалістів складну систему соціального забезпечення, що страждала від хронічного дефіциту. Однак проект реформи пенсійного забезпечення пенсійних службовців, що був висунутий прем'єр-міністром, наштовхнувся на міцний опір профспілок.
Підсумком тривалої кризи, що настала після поразки ОПР на парламентських виборах 1997 р., стали вперше проведені в грудні 1999 р. вибори голови партії всіма партійними активістами. На посаду голви ОПР було висунуто шість кандидатів. У другому турі офіційний кандидат М. Делавуа, що спирався на підтримку адміністрації президента, поступився Мішель Алліо-Марі. Вперше на чолі найбільшої партії Франції стала жінка. Ширак заявив, що «захоплюється культурною революцією в ОПР» та що особисто не підтримував жодного кандидата, хоча деякі його радники проводили передвиборну кампанію Делавуа.
Напередодні президентських виборів 2002 р. на конгресі в Вільпенті 21 вересня члени ОПР проголосували за розпуск партії. На її основі із залученням частини Союзу французького народу та Ліберальної Демократії була утворена нова політична сила — Союз за народний рух.

## Динаміка розміру фракції ОПР у парламенті Франції
1978—1981 — 154 депутати (з 491)
1981—1986 — 88 депутатів (з 491)
1986—1988 — 155 депутатів (з 577)
1988—1993 — 130 депутатів (з 577)
1993—1997 — 257 депутатів (з 577)
1997—2002 — 140 депутатів (з 577)

## Генеральні секретарі ОПР
Жак Ширак (1976—1994)
Ален Жюппе (1994—1997)
Філіпп Сеган (1997—1999)
Ніколя Саркозі (1999—1999; в. о.)
Мішель Алліо-Марі (1999—2002)
Серж Лепелтьєр (2002—2002; в. о.)